# 스파이커 N.V.
스파이커 N.V.(네덜란드어: Spyker N.V.)은 네덜란드의 기업 집단이다. 본사는 네덜란드 젤란트주 제이볼데에 위치하고 있으며, 1999년에 설립되었다. 2010년 기준으로 3,830명의 직원을 보유하고 있다.

## 관련 계열사
- 스파이커 자동차
- 스파이커 P2P
- 스파이커 피닉스